# Kyonggi University
Die  Kyonggi University (KGU, Hangeul: 경기대학교, Hanja: 京畿大學校, RR: Gyeonggi Daehakgyo) ist eine private Universität in Südkorea.
Sie ist eine von 36 Hochschulen in Seoul. Der Hauptcampus befindet sich in Suwon.
Die Kyonggi University unterhält Partnerschaften mit 152 Universitäten in 31 Ländern  und wird von mehr als 650 internationalen Studierenden besucht.

## Geschichte
Die Hochschule wurde von Dr. Sang-kyo Son gegründet.
1947 – Gründung als Choyang Kindergartenerzieher-Schule
1957 – Umbenennung in Kyonggi Institute
1964 – Eröffnung des Kyonggi Colleges in Seoul
1979 – Eröffnung des Suwon Campus
1984 – Umwandlung zur Kyonggi Universität